# Lara (Monção)
Lara es una freguesia portuguesa del concelho de Monção, con 5,33 km² de superficie y 355 habitantes (2001). Su densidad de población es de 66,6 hab/km².